# Ca’ Masieri

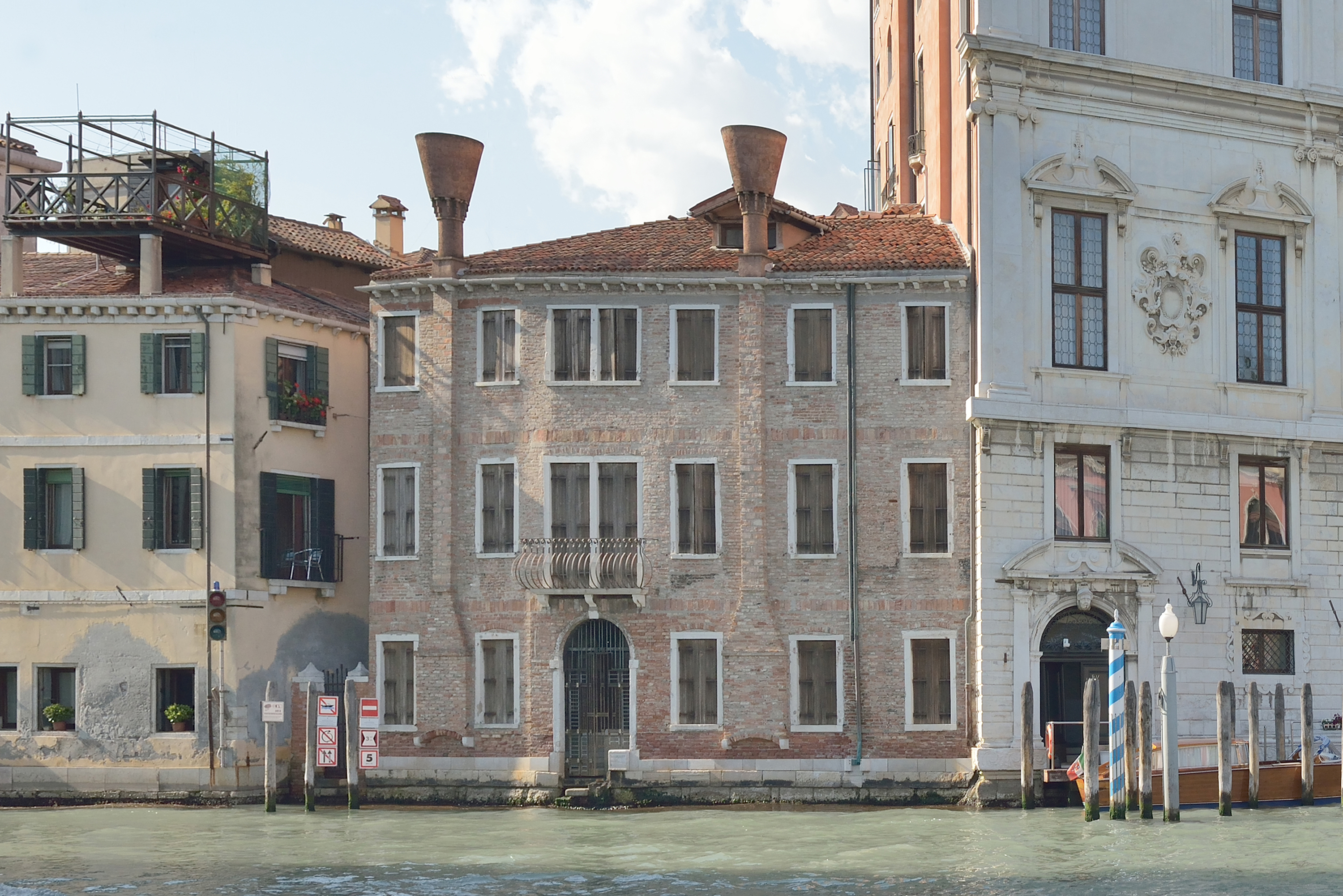
Ca’ Masieri

Ca’ Masieri ist ein Palast in Venedig in der italienischen Region Venetien. Er liegt im Sestiere Dorsoduro mit Blick auf den Canal Grande an den Einmündung des Rio di Ca’ Foscari neben dem Palazzo Balbi.

## Geschichte
Der Palast ist Sitz der mit dem Istituto Universitario di Architettura di Venezia (IUAV) verbundenen Aktivitäten. Anfangs vertraute Angelo Masieri die Umbauarbeiten Frank Lloyd Wright an, aber das Projekt eines Studentenwohnheimes wurde von der Tourismusbranche Venedigs und dann von den Behörden abgelehnt. Nach Wright erhielt Valeriano Pastor den Umbauauftrag, dann 1968 Carlo Scarpa. Wegen Protesten und Schwierigkeiten wurde das Projekt erst 1973 genehmigt. Die Arbeiten wurden von einem Team von Spezialisten durchgeführt, darunter auch die Architektin Franca Semi und der Ingenieur Maschietto. Die Fassade ließ man unverändert, wurde aber vom Boden losgelöst; das Innere wurde komplett umgebaut und man schuf ein weiteres Stockwerk. 1983 wurde das neue Gebäude eingeweiht. Lange Zeit war dort das Projektarchiv der Universität untergebracht, dann zog aber wieder die IUAV Servizi & Progetti – ISP srl. ein, die 2003 in IUAV Studi & Progetti – ISP srl. umbenannt wurde.

## Beschreibung
Der kleine Palast hat einen dreieckigen Grundriss. Seine dreistöckige Ziegelfassade blickt auf die Biegung des Canal Grande hinaus; sie ist gekennzeichnet durch eine große Zahl von Einzelfenstern und ein großes Portal zum Wasser. Bemerkenswert sind auch die beiden Kaminköpfe auf dem Dach, die an die des Ca’ Dario erinnern.